# Zona umedă Ciobârciu
Zona umedă Ciobârciu este un proiect ecologic din anul 1998, desfășurat în comunele Costuleni și Prisăcani din județul Iași. 
Zona se întinde pe 244 de hectare și este alcătuită din patru poldere (porțiune joasă de uscat îndiguită), fiind aflată în administrarea Apelor Române. Scopul proiectului este prevenirea inundațiilor și refacerea în această porțiune a ecosistemului original al luncii Prutului. Proiectul este o concretizare a colaborării dintre Direcția Apelor Prut și Institutul Olandez de Management al apelor interioare și Tratarea apelor uzate.